# Joaquim Anselmo da Mata e Oliveira
Joaquim Anselmo da Mata Oliveira (Lisboa, 5 de março de 1874 — Lisboa, 24 de julho de 1948) foi um oficial general da Armada Portuguesa e político, que, entre outras funções de relevo, foi deputado na fase final da Monarquia Constitucional Portuguesa (1908-1910), governador de Macau (1930) e procurador à Câmara Corporativa do regime do Estado Novo (1935-1938). Ao longo da sua carreira, comandou diversos navios de guerra e desempenhou outras missões de topo na estrutura militar da Armada Portuguesa.

## Biografia
Joaquim Anselmo da Matta Oliveira nasceu em Lisboa, filho de João Theodoro de Oliveira e de Victoria Adelaide Freire da Matta Oliveira. Ingressou na Escola Naval em 31 de outubro de 1892, cujo curso concluiu em 1895. Ao longo da sua carreira concluiu o curso complementar naval e o curso do Estado-Maior Naval. Como oficial da Armada, foi sucessivamente promovido a guarda-marinha em 1895, a segundo-tenente em 1898, a primeiro-tenente em 1907, a capitão-tenente em 1917, a capitão-de-fragata em 1919, a capitão-de-mar-e-guerra em 1932 e a contra-almirante em 1936. Durante a Grande Guerra integrou a partir de 1918 a comissão reorganizadora da defesa do porto de Lisboa, das costas metropolitanas e das Ilhas Adjacentes e a comissão encarregada de dar execução ao Plano Geral de Defesa Nacional. Terminado o respetivo curso, a partir de 1919 foi membro do Estado-Maior Naval. Em 1924 foi nomeado chefe do Estado-Maior da Esquadrilha Ligeira e em 1925 passou a chefe do Estado-Maior da Esquadra de Operações. Em 1932 foi nomeado superintendente dos Serviços da Armada, e depois, sucessivamente, subchefe e chefe do Estado-Maior Naval. Em 1937 foi nomeado major-general da Armada, passando em 1941 à reserva, por limite de idade.
Interessou-se pela história e pela investigação em matérias militares e a partir de 1905 foi colaborador permanente da Revista Militar, onde publicou o resultado das suas investigações em história e estratégia militar. Foi sócio efetivo da Revista Militar a partir de 1909, membro do Conselho Fiscal em 1913 e membro da direção em 1914 e 1917, sendo que ao longo da sua carreira deteve sempre importantes funções na direção da revista.
Na política iniciou-se como deputado eleito pelo círculo eleitoral de Margão, no Estado da Índia, em funções de 1908 a 1910, ou seja, na última legislatura da Monarquia Constitucional Portuguesa. Já após o golpe de 28 de maio de 1926 foi Chefe de Gabinete do Ministro da Marinha (1929-1931), sendo em 1930 nomeado governador de Macau e membro do Conselho Superior das Colónias (depois o Conselho Superior Colonial).
Mata e Oliveira governou Macau de 30 de março de 1931 a 15 de outubro de 1931, durante o período da operacionalização da proibição do comércio do ópio por acordo com a Sociedade das Nações. Tinha estado anteriormente em Macau como primeiro-tenente, ao comando da canhoneira Macau, tendo-se distinguido no episódio contra os piratas em Coloane ocorrido em julho de 1910. No dia 15 de outubro de 1931, partiu para Lisboa, em serviço, o governador de Macau, o capitão-de-fragata Joaquim Anselmo da Matta e Oliveira, a bordo do cruzador Adamastor, que saiu da Ponte Nova do Porto Exterior. Já não regressaria a Macau, sendo substituído em 21 de junho de 1932 pelo tenente-coronel de Artilharia António José Bernardes de Miranda.
Durante o seu curto mandato em Macau, o comércio do ópio era uma das questões de maior relevo para a política ultramarina portuguesa no âmbito da Sociedade das Nações (SDN), pois por pressão de alguns Estados (a China e os EUA, sobretudo), tinham sido aprovadas em 11 de janeiro e 19 de fevereiro de 1925 duas convenções sobre ópio preparado, ópio bruto e outros estupefacientes, visando controlar o contrabando de ópio. Aquando da aprovação das convenções, Portugal fora acusado de assumir uma posição dúbia relativamente ao consumo de drogas, sobretudo em relação Macau, onde o comércio legal do ópio fora durante muito tempo a principal receita fiscal. As autoridades portuguesas fizeram um grande esforço no sentido de respeitarem os compromissos assumidos internacionalmente e no início de 1929 foi feito um levantamento de dados sobre o consumo de drogas em todos os territórios portugueses, posteriormente enviados para a SDN.
Com a criação da Câmara Corporativa foi nomeado procurador por designação do Conselho Corporativo na I Legislatura (1935-1938). Na Câmara Corporativa dedicou-se essencialmente a assuntos militares, integrado a 19.ª secção (Defesa Nacional).
Quanto a condecorações e louvores, recebeu a medalha de prata da classe de comportamento exemplar e recebeu louvores pela forma como desempenhou as suas comissões de serviço em África.